# Evolução do Colégio dos Cardeais sob o pontificado de Clemente VII
Abaixo está a evolução do colégio de cardeais durante o pontificado de Clemente VII e a subsequente vaga vaga .

## Composição para consistório
| Consistóro                   | 1523 | 1534 |
| ---------------------------- | ---- | ---- |
| Setembro 1493                | 2    | 1    |
| Setembro 1500                | 1    |      |
| Maio 1503                    | 2    |      |
| Consistórios de Alexandre VI | 5    | 1    |
| Novembro 1503                | 1    | 1    |
| Dezembro 1505                | 1    |      |
| Março 1511                   | 4    | 1    |
| Consistórios de Júlio II     | 6    | 2    |
| Setembro 1513                | 3    | 1    |
| Setembro 1515                | 1    |      |
| Julho 1517                   | 26   | 12   |
| Março 1518                   | 1    | 1    |
| Maio 1518                    | 1    |      |
| Agosto 1520                  | 1    | 1    |
| Consistórios de Leão X       | 33   | 16   |
| Setembro 1523                | 1    |      |
| Consistórios de Adriano VI   | 1    |      |
| Maio 1527                    |      | 5    |
| Novembro 1527                |      | 5    |
| 7 Dezembro 1527              |      | 1    |
| 20 Dezembro 1527             |      | 1    |
| Janeiro 1529                 |      | 2    |
| Março 1530                   |      | 5    |
| Fevereiro 1531               |      | 2    |
| Setembro 1531                |      | 1    |
| Fevereiro 1533               |      | 1    |
| Novembro 1533                |      | 4    |
| Consistórios de Clemente VII |      | 27   |
| Total                        | 45   | 46   |

## Evolução durante o pontificado
| Data                    | Evento                                                                            | Total |
| ----------------------- | --------------------------------------------------------------------------------- | ----- |
| 1 de outubro de 1523    | Abertura do Conclave de 1523                                                      | 45    |
| 19 de novembro de 1523  | Eleição Papal do Cardeal Giulio di Giuliano de' Medici com o nome de Clemente VII | 44    |
| 22 de novembro de 1523  | Morte do Cardeal Achille de Grassis (67 anos)                                     | 43    |
| 16 de dezembro de 1523  | Morte do Cardeal Bernardino López de Carvajal y Sande (68 anos)                   | 42    |
| 17 de maio de 1524      | Morte do Cardeal Francesco Soderini (70 anos)                                     | 41    |
| 15 de junho de 1524     | Morte do Cardeal Niccolò Fieschi (68 anos)                                        | 40    |
| 24 de julho de 1524     | Morte do Cardeal Marco Cornaro (42 anos)                                          | 39    |
| 13 de agosto de 1524    | Morte do Cardeal Giovanni Battista Pallavicino (44 anos)                          | 38    |
| 27 de julho de 1525     | Morte do Cardeal Gualterio Raimundo de Vich (65 anos)                             | 37    |
| 3 de outubro de 1525    | Morte do Cardeal Sigismondo Gonzaga (56 anos)                                     | 36    |
| 3 de maio de 1527       | criação de 5 Cardeais                                                             | 41    |
| 3 de maio de 1527       | Benedetto Accolti                                                                 | 41    |
| 3 de maio de 1527       | Agostino Spinola                                                                  | 41    |
| 3 de maio de 1527       | Niccolò Gaddi                                                                     | 41    |
| 3 de maio de 1527       | Ercole Gonzaga                                                                    | 41    |
| 3 de maio de 1527       | Marino Grimani                                                                    | 41    |
| 3 de agosto de 1527     | Morte do Cardeal Scaramuccia Trivulzio (62 anos)                                  | 40    |
| 25 de agosto de 1527    | Morte do Cardeal Ercole Rangoni (36 anos)                                         | 39    |
| 9 de setembro de 1527   | Morte do Cardeal Ferdinando Ponzetta (83 anos)                                    | 38    |
| 2 de julho de 1527      | Morte do Cardeal Domenico Giacobazzi (83 anos)                                    | 37    |
| 21 de novembro de 1527  | criação de 7 Cardeais                                                             | 44    |
| 21 de novembro de 1527  | Antonio Sanseverino                                                               | 44    |
| 21 de novembro de 1527  | Gianvincenzo Carafa                                                               | 44    |
| 21 de novembro de 1527  | Andrea Matteo Palmieri                                                            | 44    |
| 21 de novembro de 1527  | Antoine Duprat                                                                    | 44    |
| 21 de novembro de 1527  | Enrique de Cardona y Enríquez                                                     | 44    |
| 21 de novembro de 1527  | Girolamo Grimaldi                                                                 | 44    |
| 21 de novembro de 1527  | Pirro Gonzaga                                                                     | 44    |
| 7 de dezembro de 1527   | criação de 1 Cardeais                                                             | 45    |
| 7 de dezembro de 1527   | Francisco de los Angeles Quiñones, O.F.M.                                         | 45    |
| 20 de dezembro de 1527  | criação de 1 Cardeais                                                             | 46    |
| 20 de dezembro de 1527  | Francesco Cornaro                                                                 | 46    |
| 8 de janeiro de 1528    | Morte do Cardeal Francesco Armellini de' Medici (57 anos)                         | 45    |
| 23 de março de 1528     | Morte do Cardeal Cristoforo Numai, O.F.M. (78 anos)                               | 44    |
| 1 janeiro de 1529       | criação de 2 Cardeais                                                             | 46    |
| 1 janeiro de 1529       | Girolamo Doria                                                                    | 46    |
| 1 janeiro de 1529       | Hipólito de Médici                                                                | 46    |
| 28 de janeiro de 1529   | Morte do Cardeal Pirro Gonzaga (24 anos)                                          | 45    |
| 20 de abril de 1529     | Morte do Cardeal Silvio Passerini (60 anos)                                       | 44    |
| 13 de agosto de 1529    | criação de 1 Cardeais                                                             | 45    |
| 13 de agosto de 1529    | Mercurino Gattinara                                                               | 45    |
| 7 de fevereiro de 1530  | Morte do Cardeal Enrique de Cardona y Enríquez (45 anos)                          | 44    |
| 9 de março de 1530      | criação de 5 Cardeais                                                             | 49    |
| 9 de março de 1530      | François de Tournon                                                               | 49    |
| 9 de março de 1530      | Bernardo Clesio                                                                   | 49    |
| 9 de março de 1530      | Louis de Gorrevod                                                                 | 49    |
| 9 de março de 1530      | García de Loaysa, O.P.                                                            | 49    |
| 9 de março de 1530      | Íñigo López de Mendoza y Zúñiga                                                   | 49    |
| 5 de junho de 1530      | Morte do Cardeal Mercurino Gattinara (64 anos)                                    | 48    |
| 8 de junho de 1530      | criação de 1 Cardeais                                                             | 49    |
| 8 de junho de 1530      | Gabriel de Gramont                                                                | 49    |
| 29 de novembro de 1530  | Morte do Cardeal Tomás Wolsey (59 anos)                                           | 48    |
| 22 de fevereiro de 1531 | criação de 2 Cardeais                                                             | 50    |
| 22 de fevereiro de 1531 | Alonso Manrique de Lara                                                           | 50    |
| 22 de fevereiro de 1531 | Juan Pardo de Tavera                                                              | 50    |
| 16 de setembro de 1531  | Morte do Cardeal Lorenzo Pucci (73 anos)                                          | 49    |
| 22 de setembro de 1531  | criação de 1 Cardeais                                                             | 50    |
| 22 de setembro de 1531  | Antonio Pucci                                                                     | 50    |
| 28 de junho de 1532     | Morte do Cardeal Pompeo Colonna (53 anos)                                         | 49    |
| 11 de Dezembro de 1532  | Morte do Cardeal Pietro Accolti (77 anos)                                         | 48    |
| 12 de dezembro de 1532  | Morte do Cardeal Egídio de Viterbo, O.S.A. (60 anos)                              | 47    |
| 21 de fevereiro de 1533 | criação de 1 Cardeais                                                             | 48    |
| 21 de fevereiro de 1533 | Esteban Gabriel Merino                                                            | 48    |
| 3 de março de 1533      | criação de 1 Cardeais                                                             | 49    |
| 3 de março de 1533      | Jean d'Orléans-Longueville                                                        | 49    |
| 20 de setembro de 1533  | Morte do Cardeal Antonio Maria Ciocchi del Monte (72 anos)                        | 48    |
| 24 de setembro de 1533  | Morte do Cardeal João de Orleães-Longueville (49 anos)                            | 47    |
| 7 de novembro de 1533   | criação de 4 Cardeais                                                             | 51    |
| 7 de novembro de 1533   | Jean Le Veneur                                                                    | 51    |
| 7 de novembro de 1533   | Claude de Longwy de Givry                                                         | 51    |
| 7 de novembro de 1533   | Odet de Coligny de Châtillon                                                      | 51    |
| 7 de novembro de 1533   | Philippe de la Chambre, O.S.B.                                                    | 51    |
| 10 de janeiro de 1534   | Morte do Cardeal Franciotto Orsini (61 anos)                                      | 50    |
| 26 de março de 1534     | Morte do Cardeal Gabriel de Gramont (48 anos)                                     | 49    |
| 19 de julho de 1534     | Morte do Cardeal Willem van Enckenvoirt (70 anos)                                 | 48    |
| 3 de agosto de 1534     | Morte do Cardeal Andrea della Valle (70 anos)                                     | 47    |
| 9 de Agosto de 1534     | Morte do Cardeal Tomás Caetano, O.P. (65 anos)                                    | 46    |
| 25 de setembro de 1534  | Morte do Papa Clemente VII (56 anos)                                              | 46    |
| 11 de outubro de 1534   | Abertura do Conclave de 1534                                                      | 46    |
| 13 de outubro de 1534   | Eleição Papal do Cardeal Alessandro Farnese com o nome de Paulo III               | 45    |